# Педро де Ганте
Педро де Ганте (на нидерландски: Peter van Gent) е фламандски мисионер, прекарал голяма част от живота си в Мексико.

## Биография
Той е роден около 1480 година в Идегем, днес част от Герардсберген, в графство Фландрия, като според някои е незаконен син на император Максимилиан I. Става францискански монах в Гент, а през 1523 година заминава за Мексико с една от първите групи християнски мисионери в Новия свят. Той остава там до края на живота си, като ръководи училище и участва активно в християнизацията на ацтеките.
Педро де Ганте умира на 19 април 1572 година в град Мексико.